# Саут-Гантінгтон (Нью-Йорк)
Саут-Гантінгтон (англ. South Huntington) — переписна місцевість (CDP) в США, в окрузі Саффолк штату Нью-Йорк. Населення — 9561 особа (2020).

## Географія
Саут-Гантінгтон розташований за координатами 40°49′21″ пн. ш. 73°23′32″ зх. д. / 40.82250° пн. ш. 73.39222° зх. д. (40.822511, -73.392207).  За даними Бюро перепису населення США в 2010 році переписна місцевість мала площу 8,83 км², уся площа — суходіл.

## Демографія
Згідно з переписом 2010 року, у переписній місцевості мешкали 9422 особи в 3378 домогосподарствах у складі 2500 родин. Густота населення становила 1067 осіб/км².  Було 3500 помешкань (396/км²).
Расовий склад населення:
| - 87,1 % — білих - 5,8 % — азіатів - 2,3 % — чорних або афроамериканців - 0,1 % — корінних американців - 2,6 % — осіб інших рас |

До двох чи більше рас належало 2,0 %. Частка іспаномовних становила 8,0 % від усіх жителів.
За віковим діапазоном населення розподілялося таким чином: 21,8 % — особи молодші 18 років, 60,7 % — особи у віці 18—64 років, 17,5 % — особи у віці 65 років та старші. Медіана віку мешканця становила 43,7 року. На 100 осіб жіночої статі у переписній місцевості припадало 96,7 чоловіків;  на 100 жінок у віці від 18 років та старших — 92,7 чоловіків також старших 18 років.
Середній дохід на одне домашнє господарство  становив 109 349 доларів США (медіана — 87 353), а середній дохід на одну сім'ю — 123 897 доларів (медіана — 105 053). Медіана доходів становила 72 171 долар для чоловіків та 52 868 доларів для жінок. За межею бідності перебувало 6,5 % осіб, у тому числі 3,1 % дітей у віці до 18 років та 8,4 % осіб у віці 65 років та старших.
Цивільне працевлаштоване населення становило 4515 осіб. Основні галузі зайнятості: освіта, охорона здоров'я та соціальна допомога — 22,9 %, науковці, спеціалісти, менеджери — 12,0 %, роздрібна торгівля — 11,7 %.